# 熊野稔
熊野 稔　(くまの みのる、1959年（昭和34年）2月13日 - )は、日本の地域計画学者。北海道文教大学人間科学部地域未来学科教授・学科長、大学院グローバルコミュニケーション研究科教授（2024年度～）。総務省地域力創造アドバイザー。宮崎大学名誉教授。長崎県立大学客員教授。放送大学非常勤講師（SDGsと地方創生論・地域活性化システム論）。2023年度で宮崎大学を定年退職。文部科学省共済組合員歴42年。
国立大学法人宮崎大学地域資源創成学部教授、副学部長（歴任）。
宮崎大学大学院農学工学総合研究科博士後期課程教授（資源環境科学専攻・環境共生科学コース）歴任。宮崎大学大学院地域資源創成学研究科教授歴任。広島大学大学院先進理工系科学研究科客員教授歴任。専門は、地域計画、都市計画、農村計画、交通・環境計画、地域政策論。地域資源を活用したまちづくり・むらおこし。地域・環境デザインや建築プロデュース、建築設計。 
技術士（建設部門　都市及び地方計画）、一級建築士、防災士、日本温泉地域学会認定温泉観光士等の資格を有し、博士（工学）論文「ポケットパークの計画と管理に関する研究」ほか論文、著書、報告書等は500編以上著してきた。
総務省地域自立応援課「学校を拠点とした地域づくり研究会有識者会議委員」、国土交通省道路局「日本風景街道有識者懇談会委員」、その他地方整備局、経済産業局など国や地方自治体の様々な審議会や委員、都市計画審議会会長、建築審査会会長、景観審議会会長、屋外広告物審議会会長、環境審議会副会長、市民環境懇話会会長、建築設計競技審査員、まちづくりコンペ審査会長のほか、日本建築学会、農村計画学会、他の論文査読員を務めた。
山口大学工学部、広島大学大学院工学研究院、豊橋技術科学大学大学院、下関市立大学経済学部、韓国のハンバッ大学校等の非常勤講師、東京大学大学院、香川大学等のゲスト講師を歴任した。北海道～沖縄まで各地の地方自治体、商工会議所、商工会、組合、全国道の駅連絡会等での地域づくり関連の500件を超す講演、調査実績を有す。また、平成26年度全国建築審査会協議会表彰等、自治体や地域、協議会、NHK等から10件の表彰・受賞がある。

## 経歴
1959年2月13日広島市生まれ。1981年国立豊橋技術科学大学建設工学課程卒（二期生）。同大学院建設工学専攻を経て、文部教官就任。国立高専機構、徳山工業高等専門学校に33年6か月勤務し、教授(土木建築工学科・環境建設専攻科・テクノ副センター長)歴任後、2015年から公募審査に合格して宮崎大学教授に就任。みやだいCOC推進室長補佐、地域資源創成学部副学部長（評価、教務長）歴任。大学院工学研究科教授兼担としてLP留学生の修士英文論文指導。2020年4月～大学院地域資源創成学研究科教授・大学院農学工学総合研究科博士後期課程の指導教授（資源環境科学専攻）。
「ポケットパーク」や「道の駅」、｢防災まちづくり｣、地域デザインや観光、地域振興に関する研究をライフワークとし、中心市街地の再生、温泉街・商店街・観光地の再生や活性化、都市と農村の景観計画、都市農村交流、観光まちづくり等の調査計画・研究実績が多い。
建築作品は「道の駅頓原情報交流館」設計、「道の駅きくがわ」「俵山温泉・温泉施設・白猿の湯」プロデュース、他多数の道の駅計画・再生、道の駅リレー防災セミナー等に関与。周南市新庁舎建設検討委員会会長を務め2019年新庁舎が竣工した。また山口県等、各市の中心市街地や商店街・温泉街・観光地の活性化計画・再生に関与した。1994年竣工の光市の産業団地「ひかりソフトパーク」計画のプロジェクトチームリーダーを担い完売した。
　
市街地再開発事業では、「ルルサス防府：防府市駅北東街区市街地再開発事業計画策定委員会委員長・設計コンペ審査委員長」「下松駅南リジューム再開発事業」等に参画し竣工した。ポケットパークのある道路拡幅事業として、山口県道・周南市夢風車通りや島根県道・松江市大手前通りの道づくり委員会委員長を務め竣工した。
九州・沖縄「道の駅」連絡会顧問。全国道の駅連絡会登録講師。宮崎県漁村活性化推進機構理事。まちづくり研究協会会長。山口県地方自治研究センター理事長。所属学会は、日本建築学会、日本都市計画学会、農村計画学会、日本造園学会、日本計画行政学会、日本都市計画協会等。

## 主な著書

### 単著
- ポケットパーク：1991年3月　都市文化社 全296頁　ISBN 978-4887141025 単著

### 共著
- 中国地方のまち並み：1999年9月　中国新聞社全308頁　ISBN 9784885172786 共著
- 建設マネジメント：1999年10月　森北出版 全204頁　ISBN 978-4-627-45201-5 共著
- 最新都市計画　3版：2000年2月　森北出版　全214頁　ISBN 978-4-627-43113-3 共著
- 計画数理：2000年7月　森北出版　全175頁　ISBN 978-4-627-49471-8 共著
- 景観工学：2000年8月　理工図書 全261頁　ISBN 978-4-8446-0670-3 共著
- 高齢社会の地域政策：2000年8月　ミネルヴァ書房　全249頁　2000年8月ISBN 4-623-03173-X 共著
- 都市景観の環境デザイン：2000年10月　森北出版　全182頁　ISBN 978-4-627-49481-7 共著
- 交通計画：2000年10月　森北出版　全215頁　ISBN 978-4-627-48481-8 共著
- 地域の計画・まちづくり：技術書院　全226頁　2002年4月　ISBN 978-4-7654-3205-4 共著
- 中心市街地再生と持続可能なまちづくり：2003年11月　学芸出版社　全205頁ISBN 4-7615-4072-9 共著
- 環境計画総論：2005年1月　鹿島出版会	全149頁　ISBN 4-306-02372-9 共著
- 景観法と景観まちづくり:　2005年5月　学芸出版社　全206頁　ISBN 4-7615-3131-2 共著
- 地域計画　第2版：2005年9月　森北出版　全196頁　ISBN 4-627-49402-5 共著
- 地域・都市計画：2007年3月　鹿島出版会　全185頁　ISBN 978-4-306-07256-5 共著
- 未来の景を育てる挑戦：2011年8月　技報堂出版　全201頁　ISBN 978-4-7655-2553-4 共著
- 建築法規用教材：2022年2月　日本建築学会　全222頁　ISBN 978-4-8189-2242-6 共著
- 山口県史　通史編　現代：2022年3月　山口県県史編纂室　共著

など多数